# 福島県道119号本宮常葉線
福島県道119号本宮常葉線（ふくしまけんどう119ごう もとみやときわせん）は、福島県本宮市から田村市に至る一般県道である。

## 路線概要
- 起点：本宮市高木字平内
- 終点：田村市常葉町西向字中
- 総延長：24.033 km[1]
  - 実延長：20.119 km
- 路線認定年月日：1959年8月31日[2]

### 重用路線
- 福島県道118号本宮岩代線（本宮市高木字平内（起点）～同市和田字除石）
- 国道349号（田村市船引町門鹿字幕ノ内～同市船引町門鹿字外ノ内）

### 道路施設
境橋
- 全長：16.8 m
- 幅員：6.0（10.0） m
- 形式：PC単純プレテン床版桁橋
- 竣工：1998年度

本宮市白岩字桑内から字関根に跨り、一級水系阿武隈川水系白岩川を渡る。東詰は福島県道116号二本松三春線と交差する十字路であり、橋末端部が拡幅、隅切りされている。総工費は1億2700万円。
原田橋
- 全長：14.6m
- 幅員：7.5m
- 竣工：1982年[4]

田村市船引町北鹿又字久根ノ内から字仲田に至り、一級水系阿武隈川水系紫川を渡る。

## 通過する自治体
- 福島県
  - 本宮市 - 田村郡三春町 - 田村市

## 接続・交差する道路
- 本宮市内
  - 福島県道73号二本松金屋線（高木字平内 起点）
  - 福島県道118号本宮岩代線 岩代方面（和田字除石）
  - 福島県道116号二本松三春線（白岩字関根）
  - 福島県道40号飯野三春石川線（稲沢字赤坂）
- 三春町内
  - 福島県道299号実沢要田線（実沢字上台）
- 田村市内
  - 国道349号 伊達市方面（船引町門鹿字幕ノ内）
  - 国道349号 水戸市方面（船引町門鹿字外ノ内）
  - 国道288号（常葉町西向字中 終点）

## 沿線
- リオンドールガーデン本宮
- 南消防署
- 福島県立本宮高等学校
- 本宮市立白岩小学校
- 三春町立沢石小学校
- 沢石簡易郵便局